# Baselios Thomas Ier
Baselios Thomas Ier, né à Puthencruz  (Travancore, Inde britannique) le 22 juillet 1929 et mort le 31 octobre 2024 à Cochin (Kerala, Inde), est un prêtre indien, primat de l'Église syro-malankare orthodoxe du 26 juillet 2002 au 31 octobre 2024.